# ロイバントサイエンシズ
ロイバントサイエンシズ（英: Roivant Sciences）は、バイオテックスタートアップ企業。バミューダ諸島ハミルトンに拠点をおく持株会社Roivant Sciences Ltd.およびその子会社であるアメリカ合衆国ニューヨークにそれぞれ拠点をおくRoivant Sciences, Inc.（2014年11月にValor Biotechnology, Inc.から商号変更）の2社を指す。
事業拠点はバミューダとニューヨークのほかノースカロライナ州ダーラム、マサチューセッツ州ケンブリッジ、カリフォルニア州サンフランシスコ、スイス連邦バーゼルにある。

## 概要
創業者ヴィヴェック・ラマスワミはヘッジファンドQVT Financialに勤めている際、製薬会社が多額のコストと時間をかけた新薬の開発を中断することが多いことを知り、他企業が開発を中断した新薬を買い取り、ロイヤリティの取り決めをした上で新薬を開発するビジネスモデルを発想し、Valor Biotechnology, Inc.（現在のRoivant Sciences, Inc.）を立ち上げた。
ロイバントは、膨大な公開データベースからAIを用いて新薬候補、作用機序、エンドポイントのデータを調べ、チャートを作成する「薬群マッピング」戦略で開発薬を絞り込み、商業的実用化の可能性を探る。次に製薬会社と交渉し、ライセンス・契約金・インセンティブについて交渉を行い、契約がまとまると中断されていた医薬品開発に子会社が着手していく。
子会社には神経障害や神経筋の遺伝子治療を行うAxovant（アクソバント）、感染症治療薬のArbutus（アビュータス）、女性の健康や前立腺がんのMyovant（マイオバント）、皮膚病治療薬のDermavant（デルマバント）、泌尿器治療のUrovant（ユーロバント）、小児奇病のEnzyvant、呼吸器疾患奇病のAltavant（アルタバント）、健康のデータや資料の安全的な繋がりを行うDatavant （データバント）、技術的な薬品の商品化を行うAlyvant（アーリバント） 等がある。

## 沿革
- 2014年
  - 5月1日 - ヴィヴェック・ラマスワミによりValor Biotechnology, Inc.設立。ラマスワミ自身と共にQVT Financial、Dexcel Pharma、他人の投資家より1億ドルを調達。
  - 10月 - Axovant SciencesがRoivant Neurosciences Ltd.（ロイバント・ニューロサイエンス）として設立。
  - 11月 - Valor Biotechnology, Inc.がRoivant Sciences, Inc.に商号変更。
  - 12月23日 - Axovant Sciencesがグラクソ・スミスクラインからアルツハイマー病治療薬5-HT6受容体拮抗薬SB-742457を500万ドルで取得【Intepirdine（英語版）】(RVT-101)[3]。
- 2015年
  - 3月 - Roivant NeurosciencesがAxovant Sciencesへ商号変更。
  - 3月4日 - Tekmira PharmaceuticalsとOnCore Biopharmaが合併。ラマスワミがChairmanに就任[4]。
  - 5月11日 - Axovant SciencesがArena Pharmaceuticals（英語版）からレビー小体型認知症治療薬5HT2A受容体拮抗薬を480万ドルで取得【Nelotanserin（英語版）】(RVT-102)[5][6]。
  - 6月12日 - Axovant SciencesのIPOで3億1,500万ドルを調達[7]。
  - 7月20日 - Tekmira PharmaceuticalsがArbutus BioPharmaへ社名変更[8]。
  - 11月20日 - Dermavant Sciencesがエーザイからアトピー性皮膚炎治療薬ホスホジエステラーゼ阻害剤E6005を取得(RVT-501)[9]
- 2016年
  - 6月7日
    - 武田薬品工業とMyovant Sciences Ltd.を設立。子宮筋腫・子宮内膜症治療薬GnRH受容体拮抗薬TAK-385を取得【Relugolix（英語版）】[10]。
    - Myovant Sciencesが武田薬品工業から不妊症治療薬オリゴペプチド・キスペプチン受容体作動薬TAK-448を取得(RVT-602)[11]。

  - 7月12日
    - Plexcera TherapeuticsとEnzyvant Sciencesを設立。ファーバー病治療の組換えヒト酸性セラミダーゼ（rhAC）の開発(RVT-801)[12]。
    - Viking Global Investorsからの出資を発表[13]。

  - 10月27日 - Myovant SciencesのIPOで2億1,800万ドルを調達[14]。
  - 12月15日 - スイス・バーゼルに欧州拠点Roivant Sciences GmbHを開設[15]。
  - 12月21日 - Dermavant SciencesがPortola Pharmaceuticalsから皮膚疾患の潜在的な治療薬脾臓チロシンキナーゼ（Syk）およびヤヌスキナーゼ（JAK）二重阻害剤を取得【cerdulatinib】[16]。
- 2017年
  - 1月6日 - Enzyvant Sciencesがデューク大学からDiGeorge症候群生物学的療法を取得(RVT-802)[17]。
  - 4月17日 - RVT-802が米食品医薬品局（FDA）の再生医療先端治療（Regenerative Medicine Advanced Therapy：RMAT）指定[18]。
  - 6月6日 - Urovant Sciencesがメルクから過活動膀胱（OAB）治療薬交感神経β受容体遮断薬MK-4618のライセンスを取得。【Vibegron】[19]
  - 8月9日 - ソフトバンク・ビジョン・ファンド、Dexcel Pharmaより11億ドル調達[20]。
  - 9月20日 - 人工知能を用いてデータを収集分析し、臨床開発の設計と運用を支援するDatavantを発表[21]。
  - 9月26日 - Axovant SciencesがIntepirdineの第3相臨床試験に失敗[22]。
  - 10月2日 - Arbutusへ1億1600万ドル戦略的投資[23]。
  - 10月3日 - Relugolixが第3相臨床試験に成功[24]。
  - 10月19日 - アストラゼネカと提携[25]。
  - 12月19日 - HanAll BiopharmaからIgG媒介性自己免疫疾患治療薬抗FCRNモノクローナル抗体HL161を3,000万ドルで取得[26]。
- 2018年
  - 1月8日 - Axovant SciencesがIntepirdineの開発を中止[27]。
  - 2月7日 - ArQuleから胆管細胞癌治療薬pan-FGFR（線維芽細胞増殖因子受容体）阻害剤を300万ドルで取得【Derazantinib】[28]。
  - 2月12日 - Poxelから2型糖尿病治療薬を5,000万ドルで取得【Imeglimin（英語版）】[29]。
  - 2月14日 - Arbutusと核酸送達プラットフォームに関する独占契約[30]。
  - 4月11日 - Arbutusと共同で遺伝子疾患のためのRNA治療を行うGenevant Sciencesを設立[31]。
  - 6月 - 組織再編成のため、62名を解雇[32]。
  - 6月26日 - 肺動脈の高血圧のための治験薬を行うAltavant Sciencesを設立[33]。
  - 7月17日 - 中国で医薬品開発を行うSinovant Sciencesを設立[34]。
  - 8月21日 - グラクソ・スミスクラインからTapinarofのライセンスを購入[35]。
  - 9月17日 - 呼吸器疾患のための治療を行うRespivant Sciences を設立[36]。
  - 9月26日 - Urovant SciencesがNYSEで上場[37]。
  - 11月13日 - NovaQuest, RTW, 他の大手機関投資家より2億ドル調達。ロイバントの当時の評価は約70億ドル[38]。
  - 11月19日 - iNtRON BioからSAL200といういわゆる「反スーパー・バグス」の新しい生物的療法のライセンスを取得[39]。
  - 11月26日 - シンシナティ小児病院と鎌状赤血球やベーター・サラセミアのための遺伝子治療を行うAruvant Sciencesを設立[40]。
  - 12月19日 - 第一三共と治験薬のライセンス過程を加速するための、いわゆる「パイプライン・パートナシップ」を発表[41]。
- 2019年
  - 1月6日 - 技術的な薬品の商品化を行うAlyvantを設立[42]。
  - 3月19日 - UrovantのVibegronの第三臨床試験の成功が発表[43]。
  - 4月4日 - アジアの国々でセルラーセラピー薬を開発するため、SinovantがCytovantを設立[44]。
  - 5月4日 - MyovantのRelugolixが子宮筋腫の第三臨床試験に成功[45]。
  - 6月3日 - 学究的な環境を伸びるため、DatavantがHealth Link Dataを合併[46]。
  - 7月23日 - MyovantのRelugolixが二つ目の子宮筋腫の第三臨床試験に成功[47]。
  - 9月6日 - 大日本住友製薬（現・住友ファーマ）と戦略的提携。約30億ドルの出資によりロイバント株式10％以上を取得予定[48]。